# Смута (гра)
«Сму́та» — відеогра в жанрі action/RPG від третьої особи, розроблена російською студією Cyberia Nova за фінансової підтримки з держбюджету РФ. Випуск гри відбувся 4 квітня 2024 року.

## Сюжет

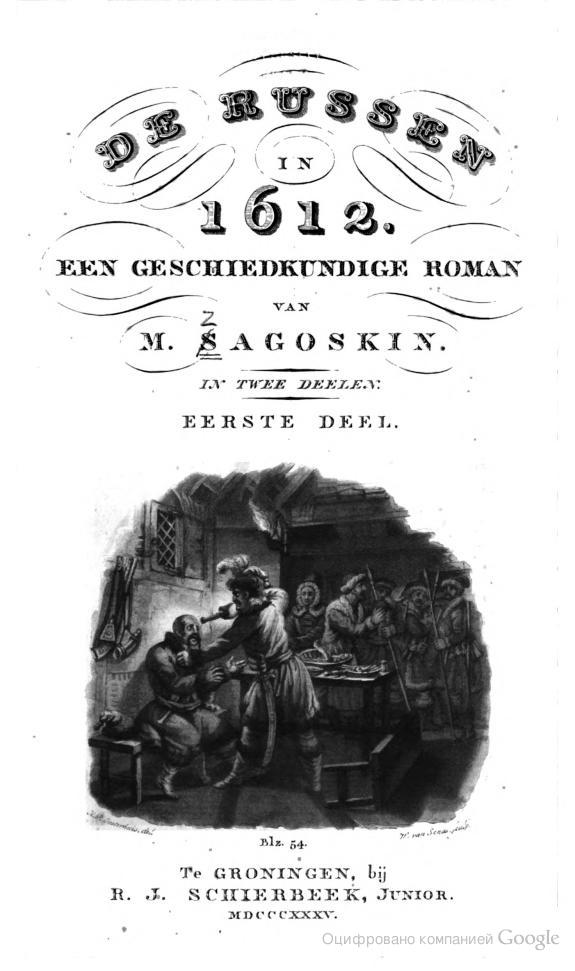
Книга «Юрій Милославський, або Росіяни в 1612 році», що стала основою сюжету «Смути»

Події гри відбуваються в Московському царстві в 1612 році під час Смутних часів. Сюжет базується на романі російського письменника Михайла Загоскіна (1789—1852) «Юрій Милославський, або Росіяни в 1612 році» (1829).

## Розробка
23 травня 2022 року стало відомо, що підопічна адміністрації президента Росії організація «Інститут розвитку інтернету», яка спонсорується грантами з бюджету РФ — виділила 260 мільйонів рублів на розробку гри «Смута».
6 червня 2023 року стало відомо, що на розробку гри вже виділили пів мільярда рублів, розробники повідомили, що гра вийде на початку 2024 року.
В вересні 2023 року розробники повідомили, що гра вийде в лютому 2024 року, проте в кінці січня 2024 року перенесли випуск на 4 квітня того ж року.
30 березня 2024 року вийшла пробна версія гри під назвою «Смутное время». Реліз гри відбувся 4 квітня 2024 року.

### Платформи
Спочатку розробники розглядали можливість випуску гри на консолях PlayStation 5, PlayStation 4, Xbox One, Xbox Series. Пізніше було заявлено, що версії для консолей не буде. Гра буде доступна лише в сервісі VK Play, релізи в інших цифрових магазинах не плануються.

## Критика

### До релізу
Хвилю критики проєкт отримав ще до релізу, користувачі були незадоволені концепт-артами сумнівної якості та великим бюджетом. Додатковий скепсис з'явився через порівняння гри з «Відьмаком» поряд із заявленою датою релізу і відсутністю в портфоліо розробників.
Починаючи з лютого 2024 року в спільноті розробників в соц. мережі VK почали діяти правила, які забороняють залишати коментарі з питанням про наявність геймплею, а також коментарі, що ображають команду чи персонально когось з розробників.

### Після релізу
| Видання        | Оцінка |
| -------------- | ------ |
| Игромания      | 4/10   |
| «Критиканство» | 29/100 |
| 3DNews         | 3/10   |
| GameMAG.ru     | 3/10   |
| PlayGround.ru  | 4,5/10 |
| StopGame.ru    | Сміття |

Російські оглядачі похвалили графіку, але відмітили нудний геймлей, непропрацьовану систему битв, неінтерактивний світ та беззмістовні діалоги.
Російський історичний реконструктор та блогер Клим Жуков у статті для «ФедералПресс» відзначив скрупульозну увагу розробників до костюмів, будівель, зброї, обладунків та іншої матеріальної культури Східної Європи і Росії початку XVII століття. На його думку, в пропагандистсько-освітньому сенсі це плюс. Графіка хороша, але частота оновлення кадрів викликає питання. Сюжет не враховує світовий досвід ігор у жанрі RPG, він строго лінійний, без відгалуження, що є недоліком за мірками 2024 року. Школярі, на яких розрахований випуск, неминуче порівнюватимуть «Смуту» з іншими прикладами. Для них головне, щоб було цікаво. На відміну від «Відьмака 3», тут немає численних побічних квестів і відкритого світу. Неможливо покращувати обладунки, створювати зброю, купувати її в просунутому вигляді. Ключові проблеми оповіді — книга Загоскіна, видана за часів Миколи I, не пройшла перевірку часом і не годиться для сучасного читача, а Милославські насправді були знатним родом, тому герой не міг служити у невідомого боярина Кручини. Жуков назвав цей підхід «повним нерозумінням взагалі історії Вітчизни», яке не могло скластися у пропагандиста першої третини XIX століття, і поставив запитання: «Навіщо ми йдемо за цим і самі підриваємо основи своєї роботи?». Максим Драган з iXBT Games рекомендував гравцям пройти Kingdom Come: Deliverance або «Mount & Blade. Вогнем і мечем» — «вони точніше передадуть і побут того часу, і дух епохи, а остання навіть занурить в історичні події після Смути».